# Берман, Отто
Отто «Аббадабба» Берман (англ. Otto "Abbadabba" Berman, настоящая фамилия Бидерман (Biederman); 10 августа 1891, Манхэттен, Нью-Йорк, США — 23 октября 1935, Ньюарк, Нью-Джерси, США) — бухгалтер американской организованной преступности. Именно Берману приписывают известную фразу «Ничего личного, это просто бизнес» (англ. Nothing personal, it's just business), автором которой часто считают Аль Капоне.

## Биография
Отто Бидерман родился в еврейской семье в Нью-Йорке. Его родители — Генри Бидерман (1851—1923) и Тилли Блюфельд Бидерман (1860—1938). В возрасте пятнадцати лет он был арестован и обвинён в покушении на изнасилование, но оправдан. Позже Отто стал бухгалтером, получив известность своей способностью решать сложные математические задачи в считанные секунды, не используя бумагу и ручку. Участвуя в ночной жизни Нью-Йорка, Берман познакомился и подружился с журналистом и писателем Дэймоном Раньоном.
В 1930-е годы Берман стал бухгалтером и консультантом известного гангстера Артура Флегенхеймера, известного как Голландец Шульц. Помимо прочего, он отвечал в банде Шульца за ставки на бегах и популярную в Гарлеме подпольную лотерею «Числа». Благодаря математическим талантам Бермана группировка Голландца смогла увеличить свои доходы от тотализатора на бегах на 10 %. Шульц высоко оценил работу своего бухгалтера-консультанта, назначив ему оклад в $10 000 в неделю, в то время как своим ближайшим помощникам и телохранителям, Абэ Ландау (англ. Abe Landau) и Бернарду «Лулу» Розенкранцу (англ. Bernard "Lulu" Rosenkrantz) он платил $1200 в неделю.
Карьера криминально-математического гения завершилась в 1935 году, после того как боссы американской мафии, недовольные планами Голландца Шульца убить прокурора по особым делам округа Нью-Йорк Томаса Дьюи, приговорили его к смертной казни.
23 октября 1935 года Берман приехал на встречу с Шульцем и двумя его гангстерами Ландау и Розенкранцем в бар «Палас Чоп Хауз» (англ. Palace Chophouse) в Ньюарке (штат Нью-Джерси). В помещение, где они встретились, неожиданно ворвались убийцы, нанятые Лаки Лучано. В Бермана попали несколько пуль, а также картечь из дробовика 12-го калибра, он умер вторым. Фотография его тела, изрешечённого пулями, уже следующим утром появилась в газете рядом с фотографией Шульца под заголовком «Шульц и его пять убитых соучастников» (англ. Schultz, Five Pals Shot); на самом деле, помимо «Голландца» были расстреляны только четыре человека: Берман, Ландау, Розенкранц и Мартин «Марти» Кромпир (англ. Martin "Marty" Krompier), один из помощников Шульца. В сопровождающей статье утверждалось, что Берман был боевиком Шульца; рассерженный Дэймон Раньон быстро опубликовал передовицу в газете, защищая друга.
Согласно данным, обнаруженным в бумагах Бермана, букмекеры Шульца приняли ставок на сумму $827 253,43, а выигрышей выплатили только на сумму $313 711,99. Разница между этими суммами, около $500 000, ушедшая в пользу преступного синдиката, была такой большой во многом благодаря талантам Бермана. Его гибель нанесла большой убыток мафии. Неслучайно, даже Вито Дженовезе, известный как главный антисемит среди мафиозо, открыто сожалел о смерти «еврейского арифмометра» (англ. the Yid adding machine).
Берман похоронен рядом со своими родителями на кладбище Маунт-Кармел (англ. Mount Carmel Cemetery) в Глендейле, нью-йоркский боро Куинс.

## В искусстве
- Отто Берман был прототипом игрока на скачках по прозвищу Регрет (англ. Regret), персонажа нескольких рассказов Дэймона Раньона. Самый известный из них, «Маленькая мисс Маркер» (1932, Collier’s), был 4 раза экранизирован.
- В романе Эдгара Лоренса Доктороу «Билли Батгейт» (1989), Берман выступает в качестве наставника главного героя.
- В кинокартине «Билли Батгейт», снятой Робертом Бентоном по роману Доктороу, Бермана сыграл Стивен Хилл.
- Также Берман фигурирует в книгах и фильмах, рассказывающих об американской организованной преступности 1930-х годов, в первую очередь посвящённых Голландцу Шульцу, таких как «Клуб „Коттон“».